# Ярмарки Цимлянска
Ярмарки Цимлянска — ярмарки, которые ежегодно проводились в Цимлянске (до 1950 года город носил название станицы Цимлянской) Ростовской области России. Ярмарки носили название Спасовской и Казанской и длились около 10 дней каждая.

## История
Станица Цимлянская еще несколько столетий назад была известна крупными ярмарками, которые ежегодно организовывались на ее территории. Дата проведения ярмарок не сдвигалась — они проводились ежегодно 1 августа и 22 октября. Ярмарка, проведение которой припадало на 1 августа, была основана в 1782 году и имела название Спасовской. Дата основания ярмарки, которая ежегодно проводилась 22 октября — не известна, но сохранилось ее название — Казанская.
В станице развивались разные виды торговли, в том числе и хлебная торговля, пик развития которой пришелся на 1870-е годы. Это приносило немалый доход. Ярмарки, проводимые в станице Цимлянской, считались двумя большими осенними ярмарками и длились по 10 дней каждая.
Новый виток развития ярмарочная торговля получила после того, как было расширено паровое пароходство, в станице организовался центр виноделия. На проводимые ярмарки в станицу Цимлянскую прибывали купцы со всей территории России.
Вино, изготавливаемое местными виноделами, сбывается на ярмарке, которая проходит 22 октября. В большинстве своем, оно не выдерживается и продается в сыром виде.